# Federico Malvestiti
Federico Malvestiti (Monza, 12 de junho de 2000) é um automobilista italiano.

## Carreira

### Campeonato de Fórmula 3 da FIA
Malvestiti fez sua estreia no Campeonato de Fórmula 3 da FIA durante a quarta rodada da temporada de 2019, que foi disputada no circuito de Silverstone, pilotando para a equipe Jenzer Motorsport, substituindo Giorgio Carrara. Porém, na rodada seguinte, Carrara retornou a disputa do campeonato pela equipe.
Em 10 de fevereiro de 2020, foi anunciado que Malvestiti foi contratado pela Jenzer Motorsport para a disputa da temporada de 2020 do Campeonato de Fórmula 3 da FIA.
Malvestiti voltou a equipe Jenzer em parceria com Ido Cohen e William Alatalo para disputar a categoria a partir da segunda rodada da temporada de 2022, substituindo Niko Kari que participou da primeira rodada. Ele completou a temporada em 29º lugar na classificação geral, sem marcar pontos e tendo como melhor resultado um 13º lugar.